# Zambia National Broadcasting Corporation
ZNBC är Zambias public Service-företag och är även Zambias första och största tv- och radiostation. Stationen ägs av zambiska staten och består av TV 1 och TV 2.
TV 1 sänder främst program på engelska medan TV 2 även sänder ett flertal program på minoritetsspråken. Stationen har i snitt 45 % av alla tv-tittarna i Zambia och 70 % av radiolyssnarna.
De sänder även radio:
Radio 1, Radio 2 och Radio 4 som alla sänder på engelska och även minoritetsspråken kanalerna. När radiokanalerna inte sänder brukar någon av BBC:s radiokanaler kopplas in.